# Slavi
     Slavi apuseni
      Slavii răsăriteni
     Slavii sudici

Țări cu o majoritate etnică slavă și cel puțin o limbă slavă națională
Slavi apuseni
Slavii răsăriteni
Slavii sudici

Slavii au fost un popor de origine indo-europeană, care a migrat dinspre răsăritul Europei (originar din zona cuprinsă între râul Nipru, Munții Carpați din Ucraina, râul Oder și Marea Baltică) și a ocupat, în mileniul I, întinse teritorii din estul (ajungând până în zona fluviilor Volga și Don), nordul (până la lacurile Ladoga și Onega), sudul (până în regiunea Peloponez) și centrul Europei (până în bazinul Elbei și estul Munților Alpi) și pentru câteva sute de ani teritorii din Asia Mică⁠(en)[traduceți]. Ei căutau pământuri mai bune pentru agricultură și pășunat. Principalii vecini ai vechilor slavi erau în vest triburile germanice, celții și geto-dacii, în est și sud-est seminții iraniene (cum ar fi alanii, cimerienii, sarmații și sciții), caucaziene și turcice, iar în nord și nord-est triburi baltice și fino-ugrice. Deoarece triburile slave s-au stabilit pe zone întinse și datorită amestecului cu alte populații, între ele au apărut diferențieri de limbă. Astfel, slavii de răsărit sunt rușii, ucrainenii și bielorușii de astăzi. Slavii de apus sunt cehii, slovacii și polonezii. Iar slavii de sud, cei care au migrat la sudul Dunării, sunt strămoșii bulgarilor, sârbilor, croaților, macedonenilor, slovenilor, bosniacilor și muntenegrenilor.
În jurul anului 3000 î.Hr., vechii slavi și vechii balți⁠(en)[traduceți] încă constituiau același grup etno-lingvistic, cel al balto-slavilor. Însă în perioada 1500 - 1000 î.Hr. are loc procesul de individualizare și de desprindere a slavilor de balți.

Cele mai timpurii izvoare istorice care îi menționează pe slavi (sub numele de Veneți⁠(en)[traduceți]) aparțin istoricilor antici greci și romani ai secolelor 1 și 2 d.Hr., cum ar fi Strabon, Plinius cel Bătrân, Ptolemeu și Tacit. Mai târziu, cronicile bizantine ale secolelor V-VIII îi menționează pe slavi sub numele de Sclavini⁠(en)[traduceți] (derivat din cuvântul proto-slav Slověninъ, plural Slověně, din care derivă la rândul lui și actualul nume, slavi; termenul proto-slav Slověninъ derivă la rândul lui din termenul slovo, care înseamnă cuvânt), Anți, Spori⁠(en)[traduceți], Veneți⁠(en)[traduceți] și Venzi⁠(en)[traduceți].
Slavii erau organizați în triburi și uniuni de triburi, iar forma de guvernământ era democrația militară (întâlnită și la celelalte popoare europene "barbare"). Aceștia erau conduși de cnezi sau jupâni, ajutați de Sfatul Bătrânilor. Dar, din secolele VII și IX, slavii au început să își constituie state, ca, de exemplu, statul cehilor (numit și statul lui Samo), cel al sârbilor, cu capitala la Rașka sau cnezatele ruse. La crearea celor din urmă, au contribuit și varegii sau vikingii, populație germanică din nordul Europei.
Societatea vechilor slavi era întemeiată pe principiul egalității în drepturi a tuturor membrilor acesteia, inclusiv a egalității între femei și bărbați. Întreaga comunitate se bucura de drepturi depline, indiferent de avere, statul social sau sex; prin urmare, hotărârile trebuiau luate în unanimitate. La început, termenul mir desemna atât adunarea obștei cât și unanimitatea hotărârilor ei, însă cu timpul a început să desemneze și pacea și lumea totodată.
Strămoșii popoarelor slave se rugau la forțele naturii (reprezentate de zei și spirite), și ridicau idoli și temple în păduri. Slavii erau înrudiți cu tracii, dacii, alanii, cimerienii, sciții, sarmații, armenii și balții, care făceau parte din grupa etno-lingvistică Satem. Din secolele IX și X, popoarele slave au adoptat creștinismul. Slavii de est (rușii, ucrainenii) și o parte a celor de sud (bulgarii, sârbii, macedonenii, muntenegrenii) sunt creștini ortodocși. Cei de la apus (cehii, slovacii, polonezii) și o parte a celor de sud (croații, slovenii) sunt creștini catolici. Musulmani sunt bosniacii, precum și o parte a sârbilor (în Sangeac), bulgarilor (pomacii) și macedonenilor (torbeși, gorani).
Una dintre marile realizări culturale ale slavilor a fost inventarea, în secolul IX, a alfabetului chirilic. În epoca modernă s-au remarcat scriitori renumiți, mai ales în literatura rusă, ca Feodor Dostoievski sau Lev Tolstoi. Istoria muzicii cunoaște mari artiști de origine slavă, cum au fost rușii Piotr Ilici Ceaikovski și Serghei Rahmaninov sau polonezul Ignacy Paderewski.

## Slavii de est
Articol principal: Slavi estici
Slavii răsăriteni sau rușii erau organizați în triburi conduse de cnezi. Trăiau în sate și târguri de-a lungul râului Nipru. Datorită drumului comercial care pornea de la Marea Baltică și cobora pe Nipru până la Marea Neagră și Constantinopol, negoțul s-a dezvoltat de timpuriu. Acest drum comercial al slavilor de est s-a numit: drumul de la varegi la greci, fiindcă era folosit și de normanzii numiți și varegi.
În anul 862, trei frați normanzi au traversat Marea Baltică și au întemeiat primele state rusești. Unul dintre ei, Rurik (862 - 879), s-a stabilit la Novgorod. Alți doi șefi varegi, Askold și Dir⁠(en)[traduceți], s-au stabilit la Kiev. În anul 880, fratele lui Rurik, Cneazul Oleg (879 - 912), i-a omorât pe cei doi principi, Askold și Dir, și a creat un stat slav cu capitala la Kiev. Varegii, puțini la număr, au fost repede asimilați de masa slavă.

## Slavii de vest
Articol principal: Slavi vestici

## Slavii de sud
Articol principal: Slavi sudici

## Slavii în Dacia Romană
Slavii au pătruns în regiunile Moldova și Muntenia începând cu sfârșitul secolului al V-lea și în prima jumătate a secolului al VI-lea. În Transilvania primele urme ale slavilor datează din ultima treime a secolului al VI-lea. Ele se datorează unor pătrunderi ale acestora dinspre sud-est și nord-vest.  În secolul al VIII-lea, în dorința de a controla rutele către ocnele din Transilvania, avarii instalează un alt grup de slavi vestici, din Moravia și Slovacia, în partea de nord a Transilvaniei și în Crișana. Ei au intrat în conviețuire cu românii.
Procesul de slavizare a provinciilor romane de la sud de Dunăre a dus la migrarea populației autohtone din zonele fertile pentru agricultură de la câmpie în zona împădurită de la deal și munte. Acest lucru a determinat schimbarea modului de viață, păstoritul devenind ocupația principală a populației romanice. După ce slavii plecau în căutarea altor teritorii, populația autohtonă revenea din zonele de refugiu în zonele de proveniență. Au existat, astfel, două populații, una românească și una slavă, care au conviețuit între secolele VIII-X.
În timp ce slavii stabiliți la sud de Dunăre au asimilat celelalte grupuri etnice existente (traci, iliri, celți, sciți), slavii de la nordul Dunării au fost asimilați între secolele VIII-X de daco-romani, aceasta fiind ultima etapă în finalizarea etnogenezei românești.

## Galerie

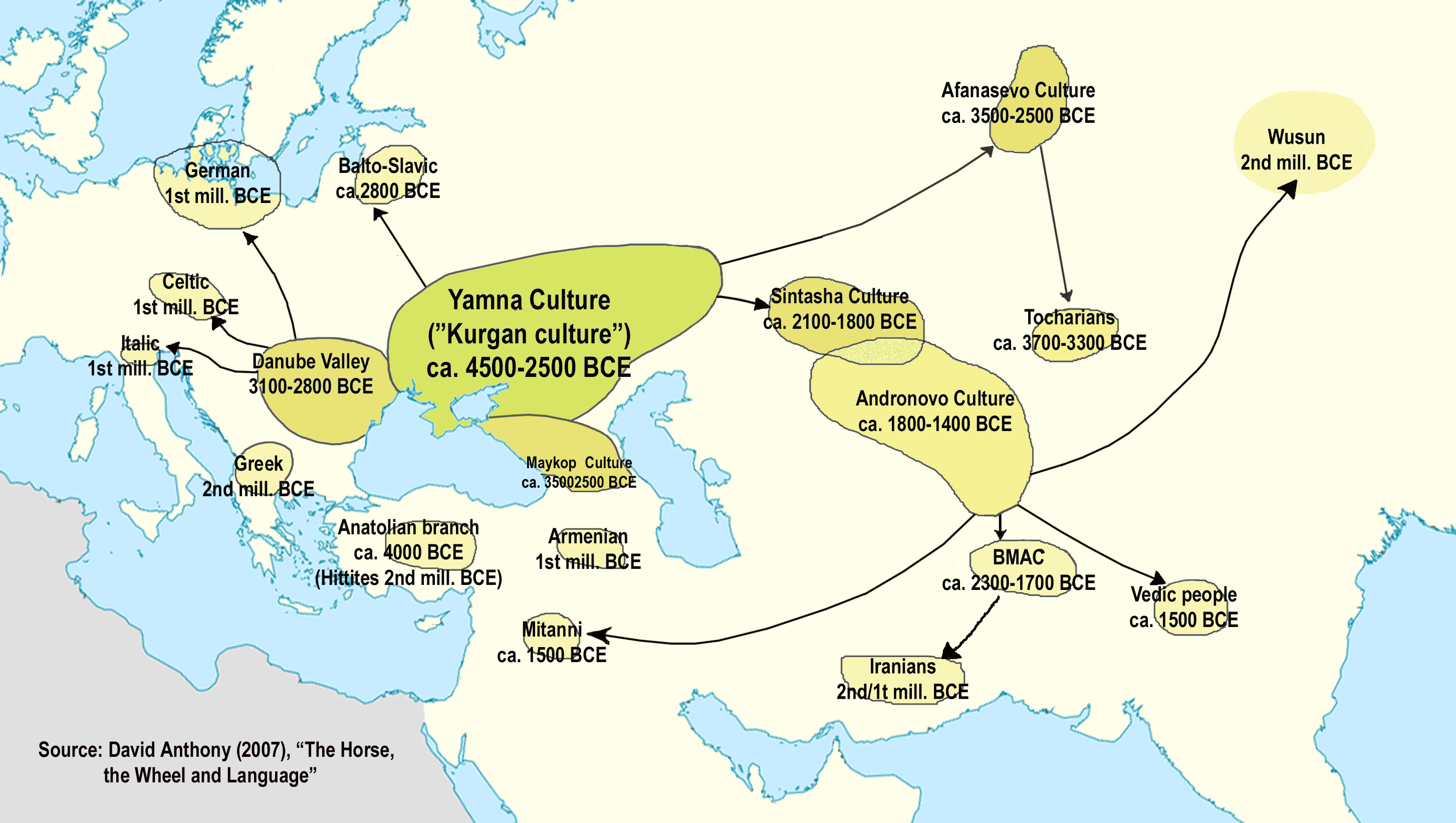
Migraţiile indo-europene pornite din zona Culturii Iamnaia
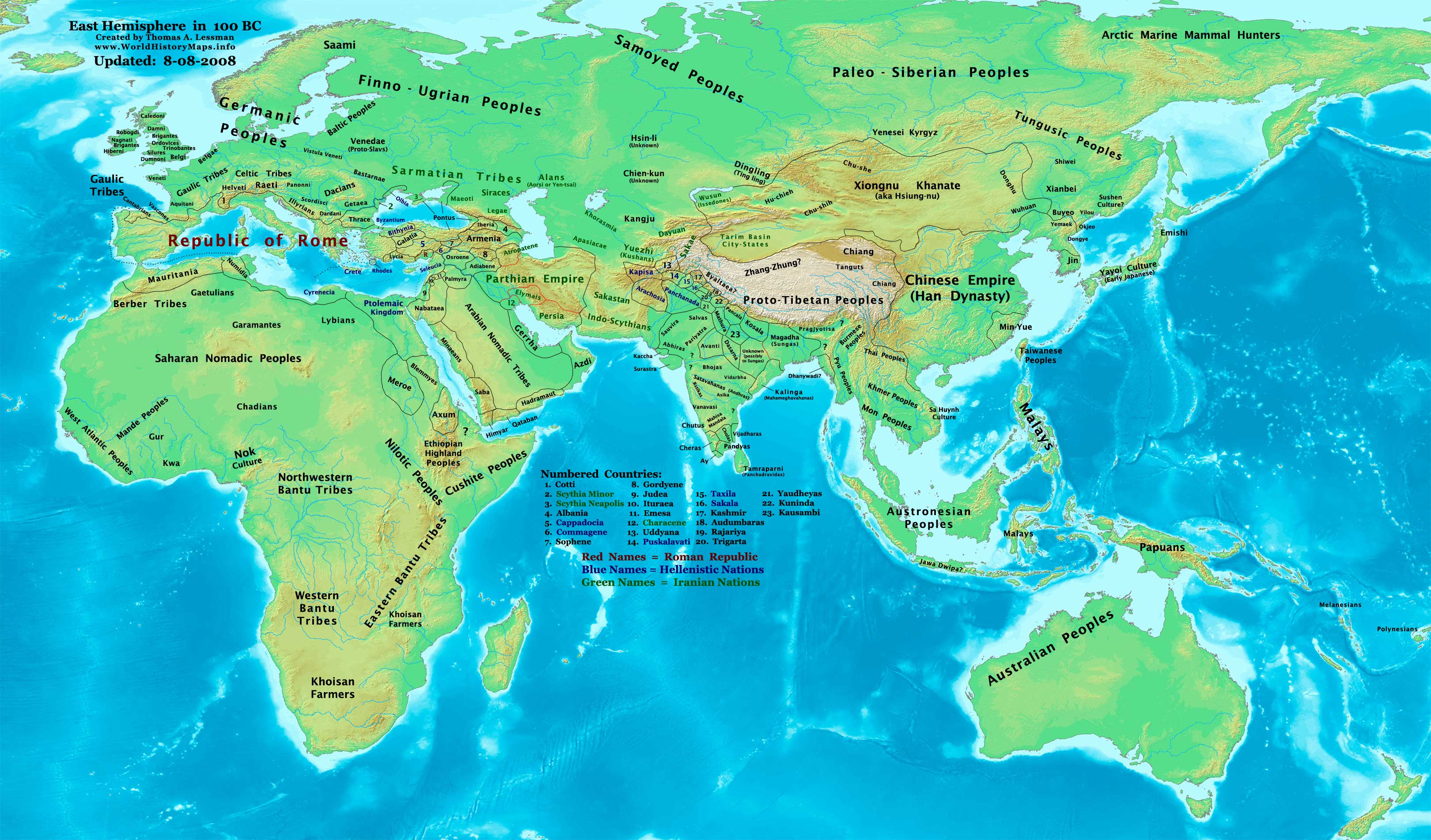
Emisfera Estică în jurul anilor 100 î.Hr. (triburile slave erau cunoscute pe atunci ca veneți)
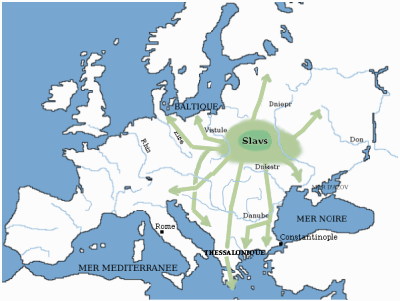
Originea şi răspândirea slavilor între sec. V-X
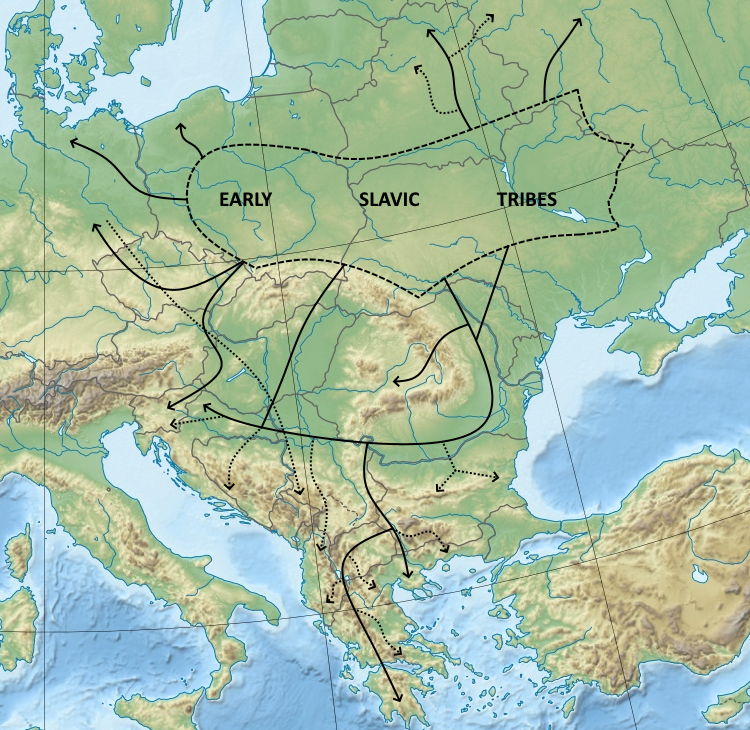
Originea şi expansiunea slavilor între sec. V-X
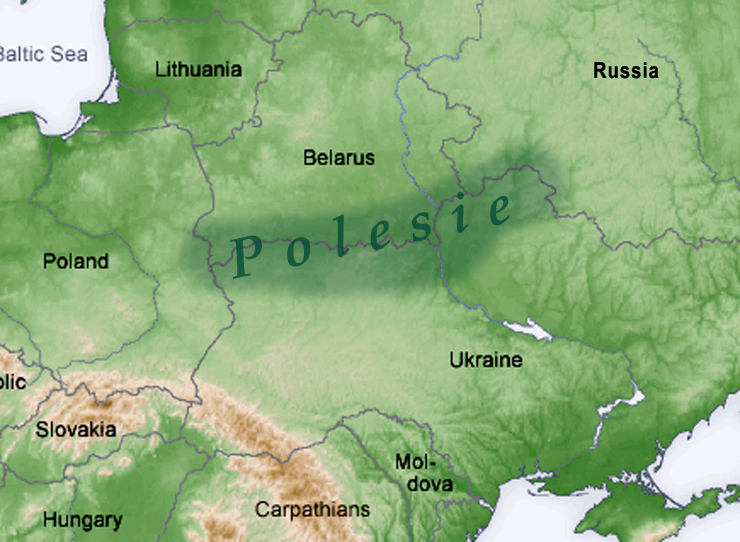
Polesia, parte a ţării de baştină a slavilor
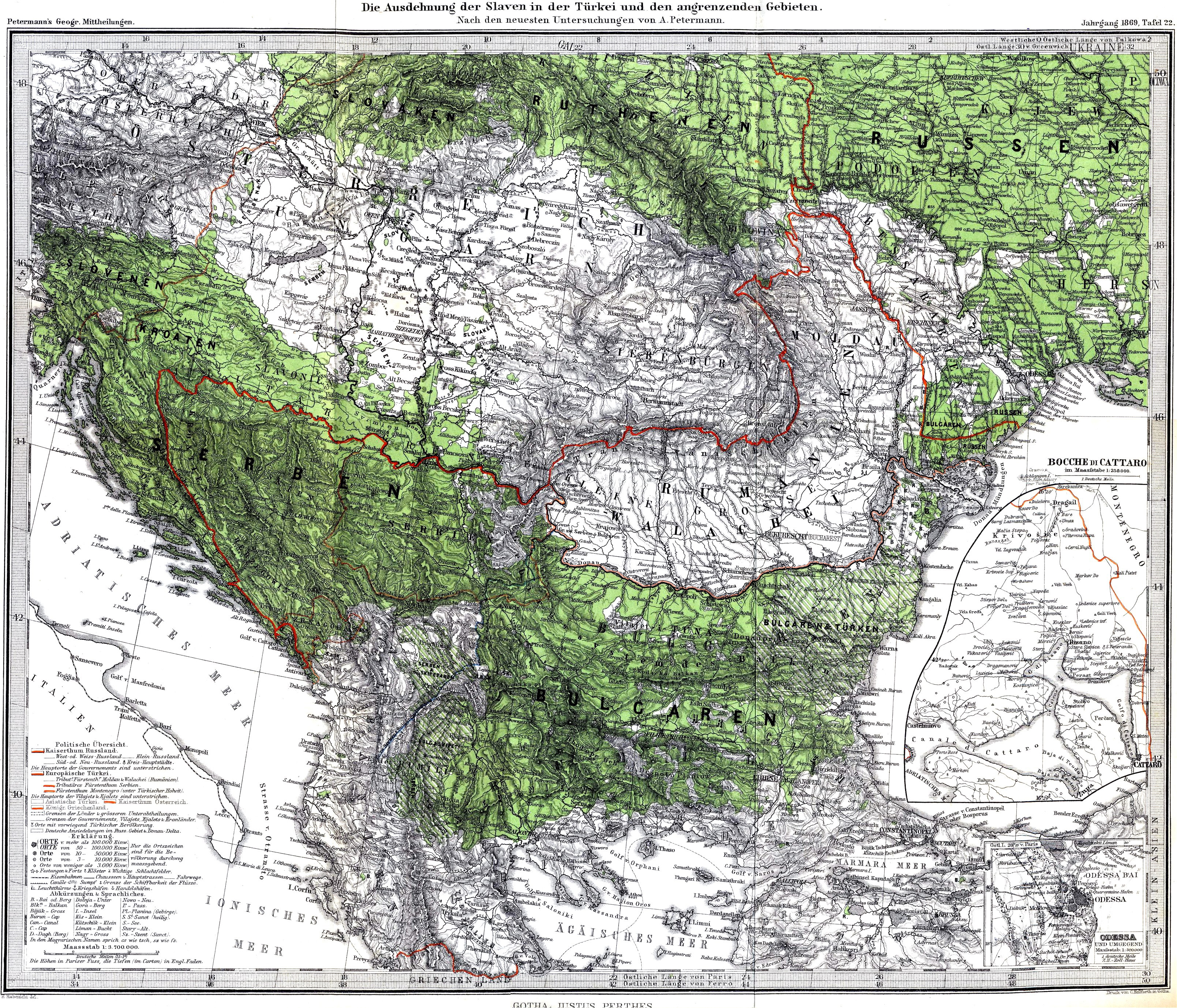
Slavii din sud-estul Europei în 1869
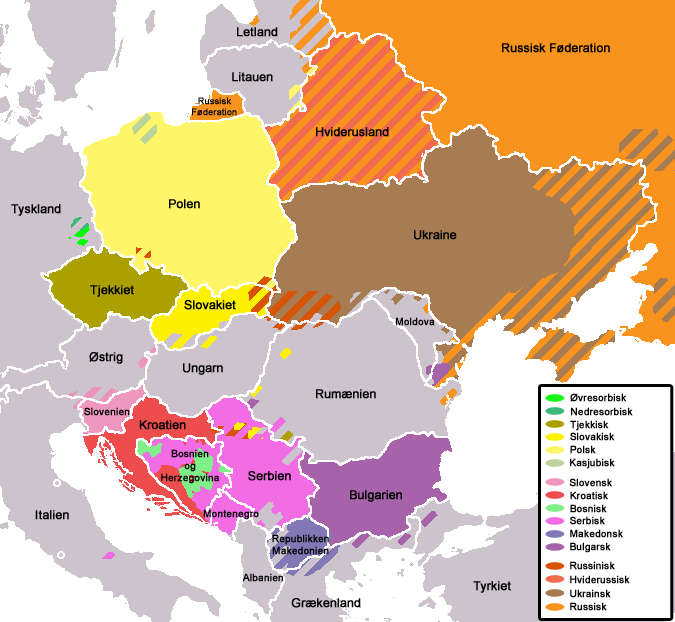
Limbile slave în ziua de azi
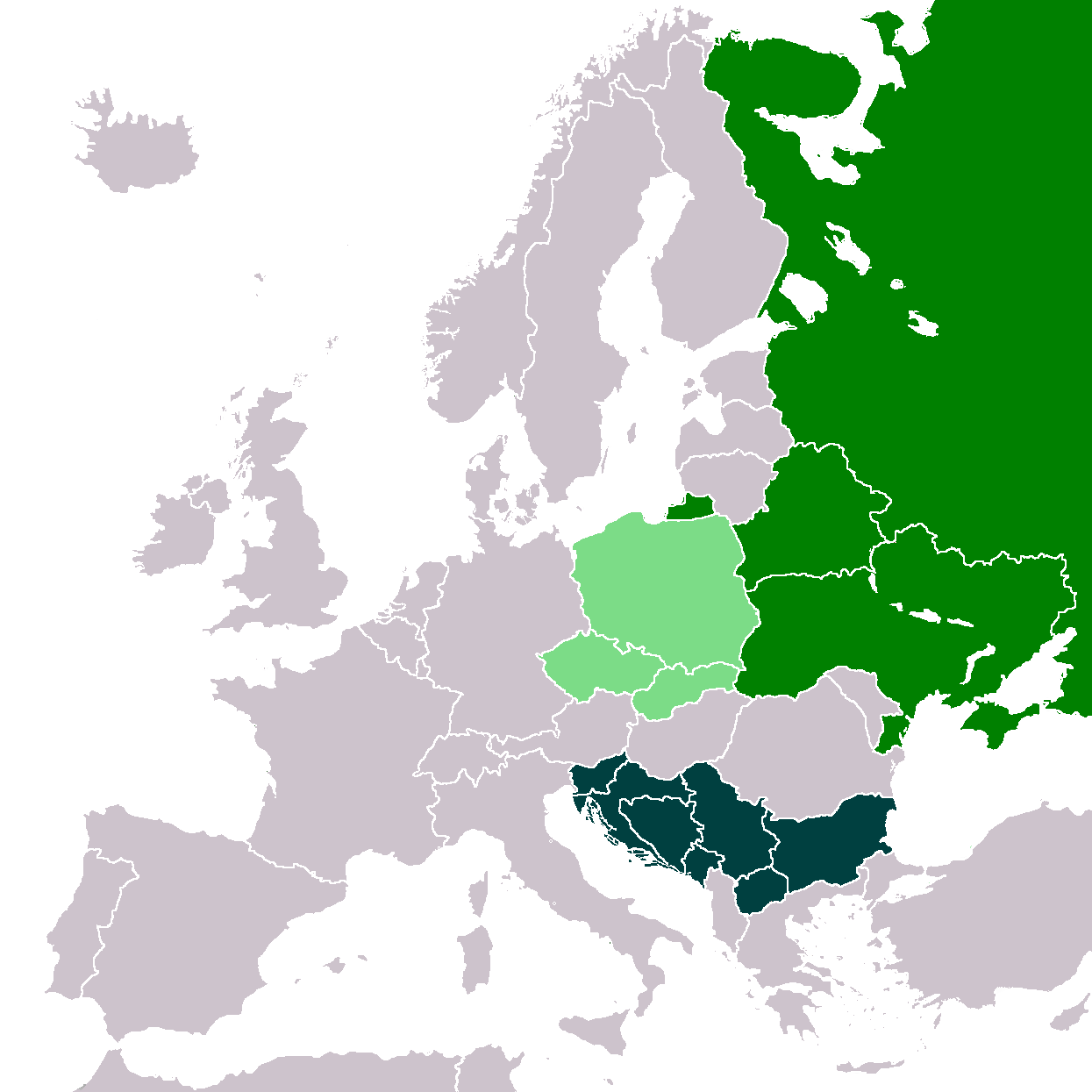
Statele slave
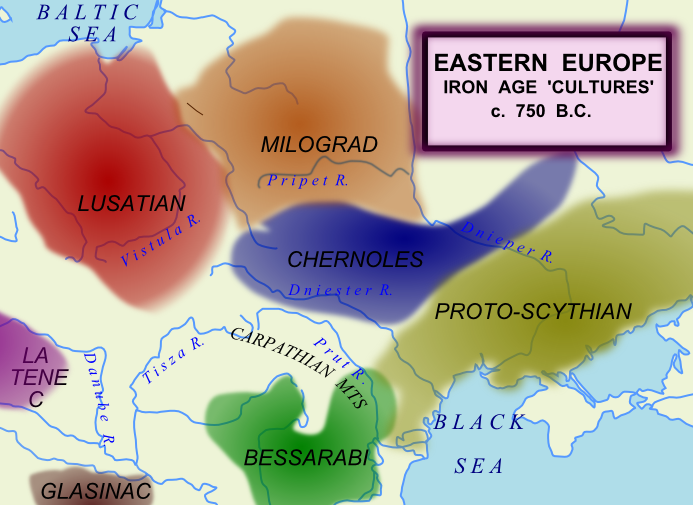
Europa Centrală și de Est în Epoca Fierului (cu culturile slave Lusaţiană, Milograd şi Chernoles, cca 750 î.Hr.)
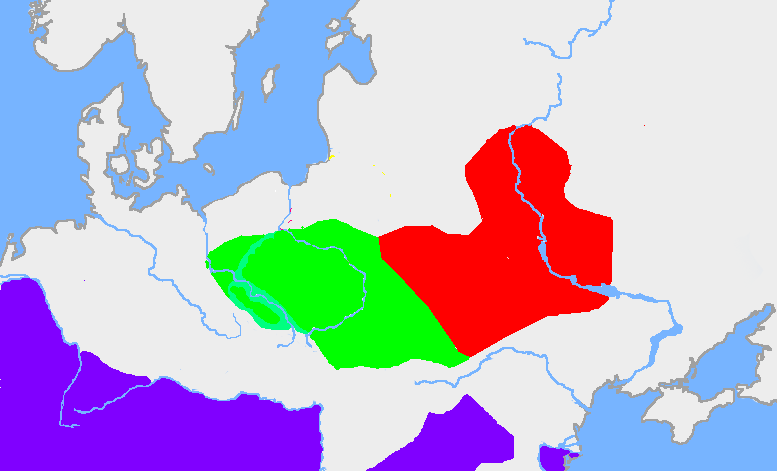
Culturile slave Przeworsk (verde) și Zarubintsy (roșu) ale Epocii Fierului, datând din perioada cuprinsă între secolul al III-lea î.Hr. și secolul al V-lea d.Hr.
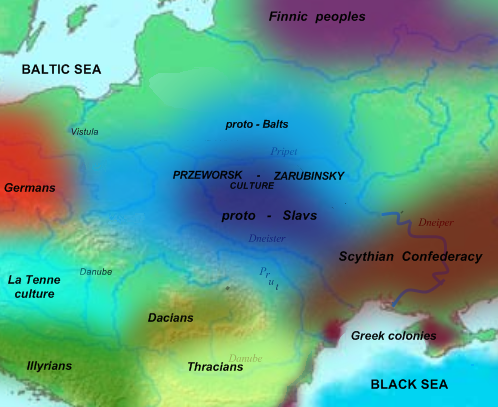
Culturile slave Przeworsk și Zarubintsy ale Epocii Fierului, datând din perioada cuprinsă între secolul al III-lea î.Hr. și secolul al V-lea d.Hr.
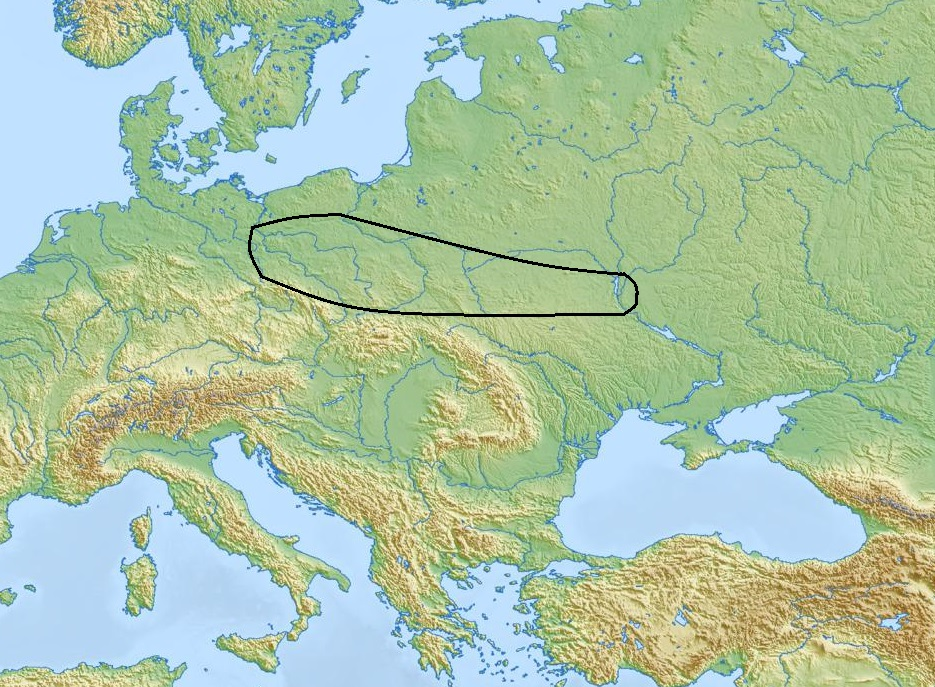
Cultura Trzciniec (cca. 1600–1200 î.Hr.), posibil de origine proto-slavă
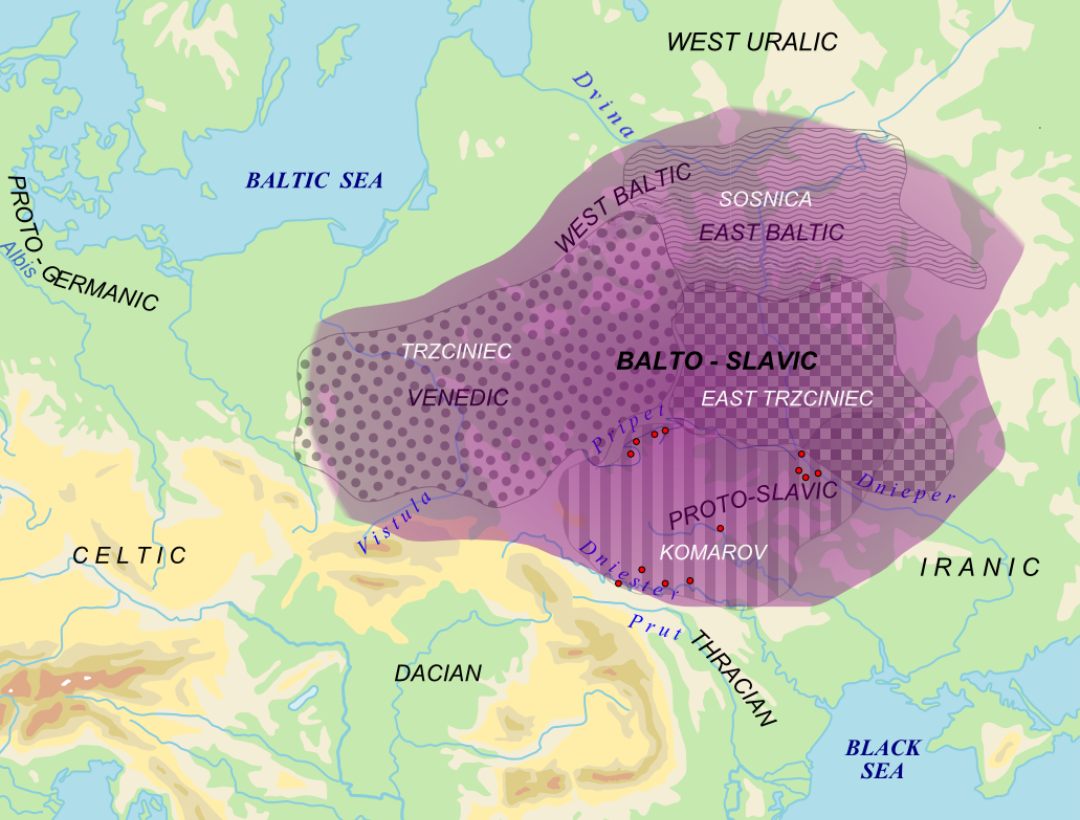
Zona de origine a balto-slavilor
Europa anului 125 d.Hr. (triburile slave erau cunoscute pe atunci ca veneți)
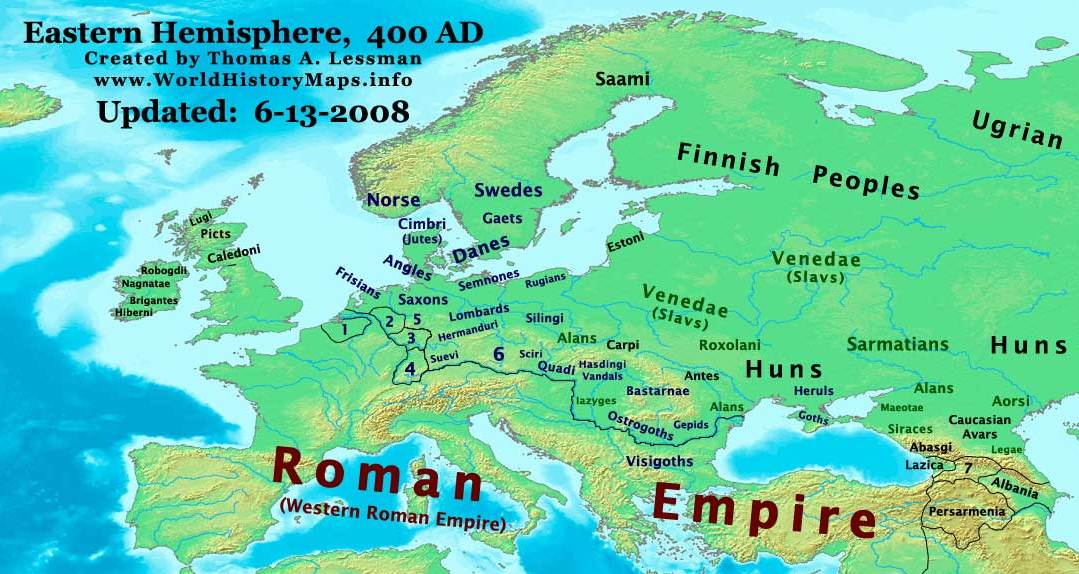
Europa anilor 400 d.Hr. (triburile slave erau cunoscute pe atunci ca veneți)
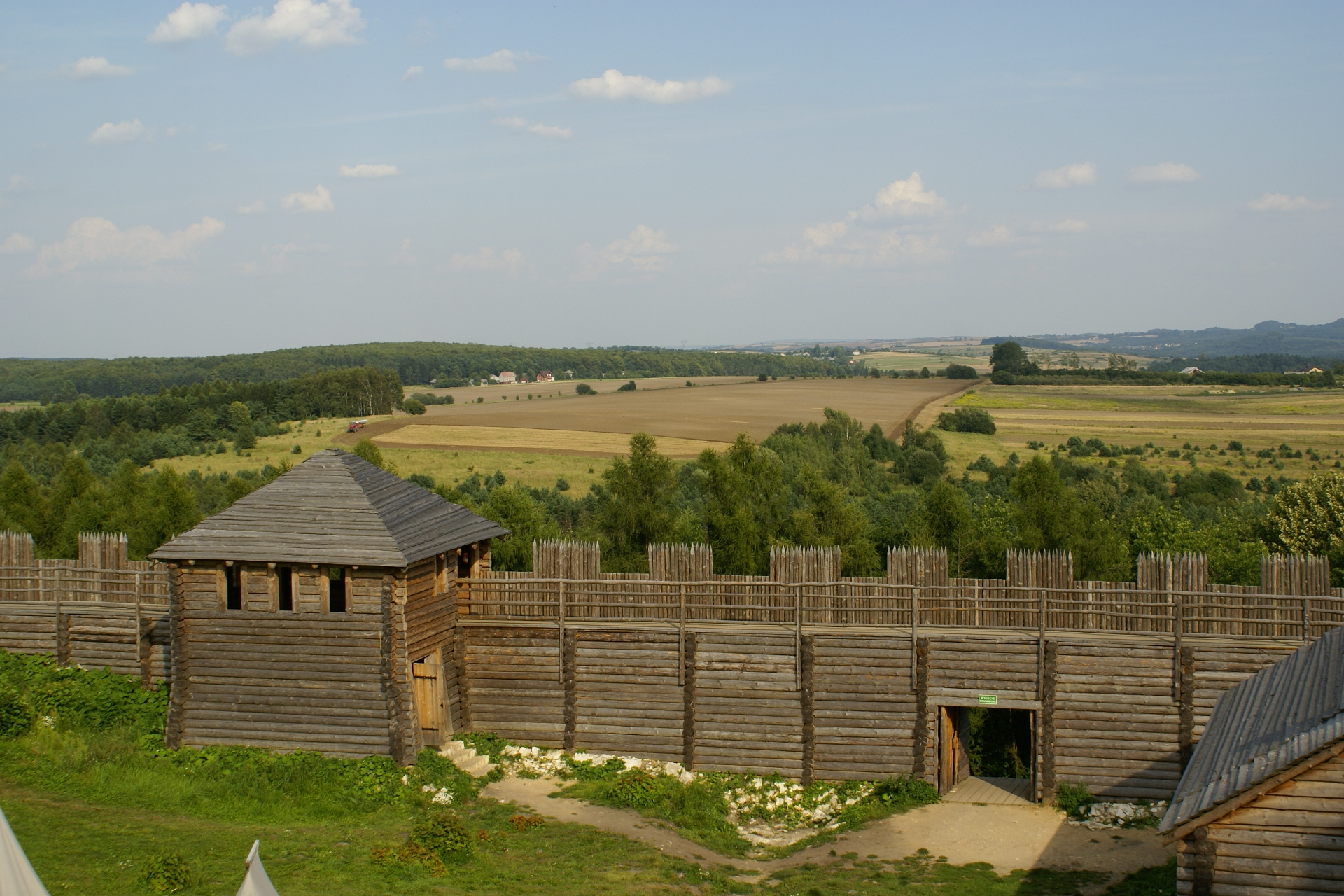
Reconstituire a unei fortificații de lemn slave/slavice în Birów, Polonia
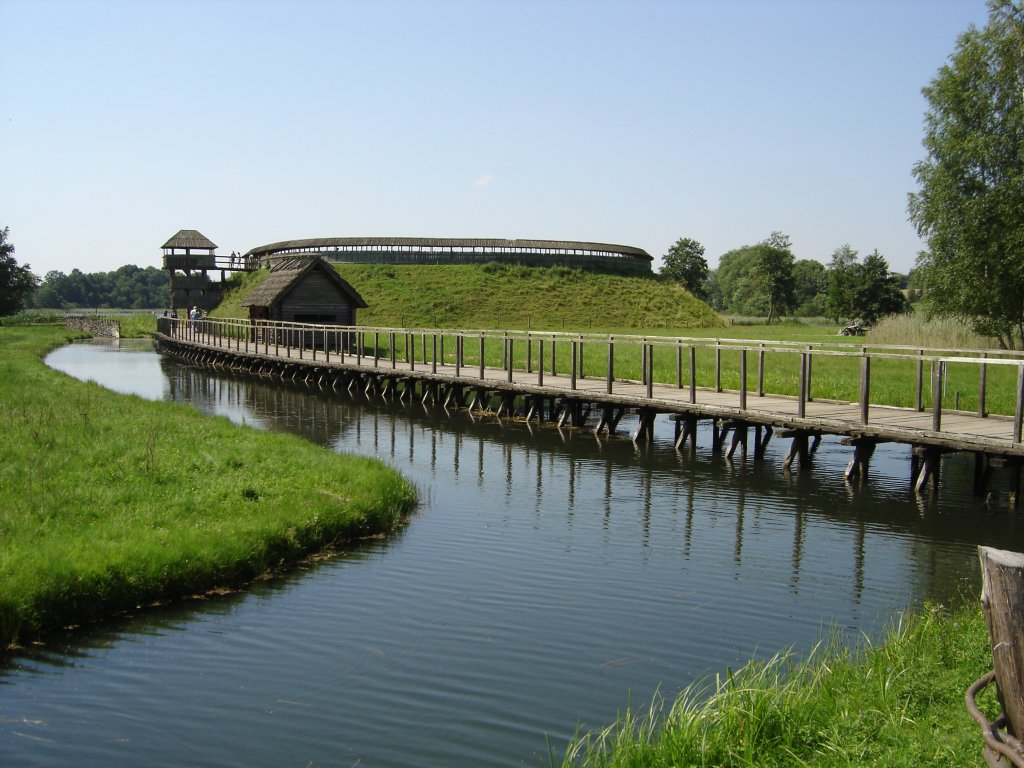
Reconstituire a unei fortificații de lemn slave/slavice în Birów, Polonia
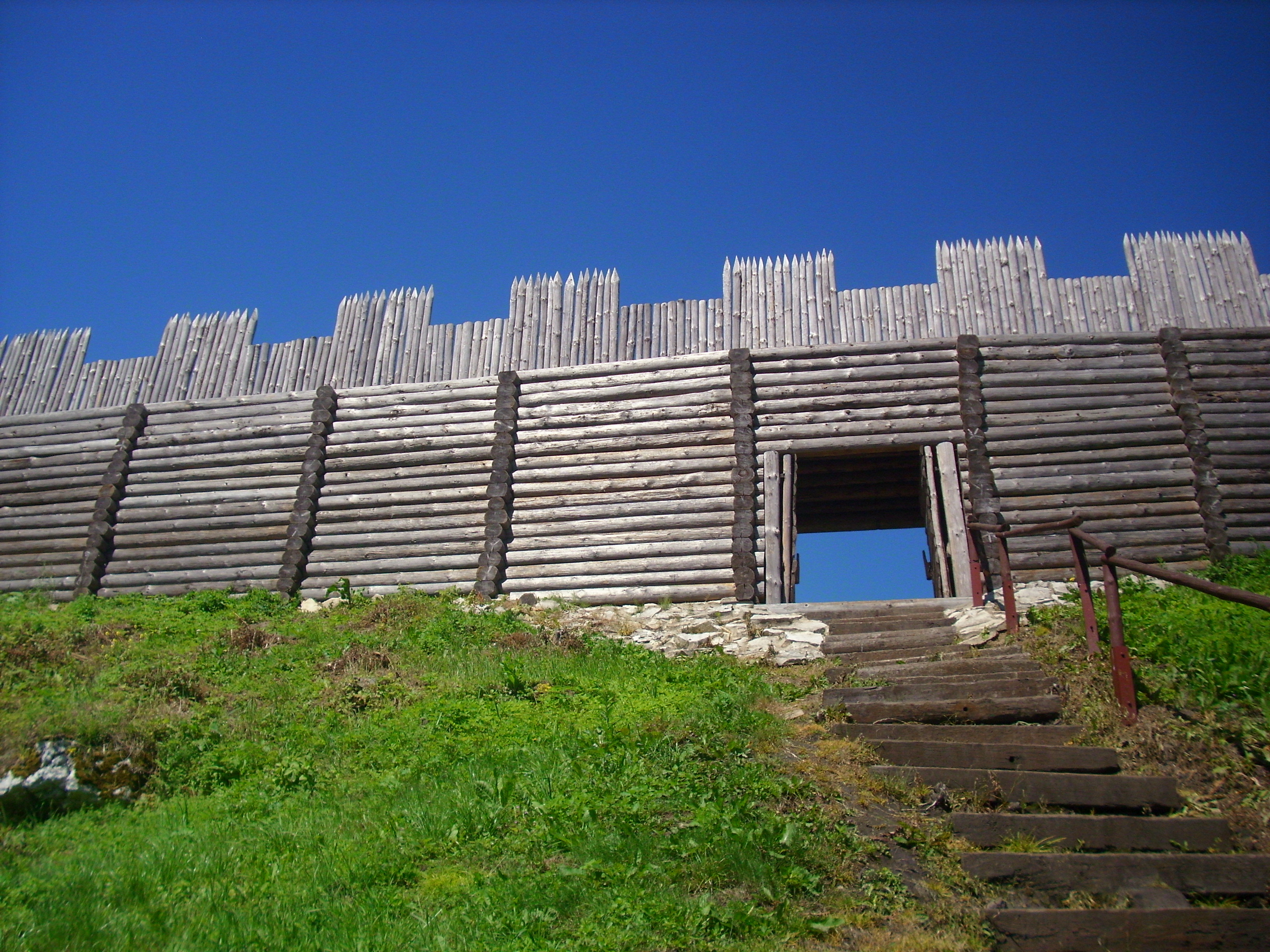
Reconstituire a unei fortificații de lemn slave/slavice în Birów, Polonia
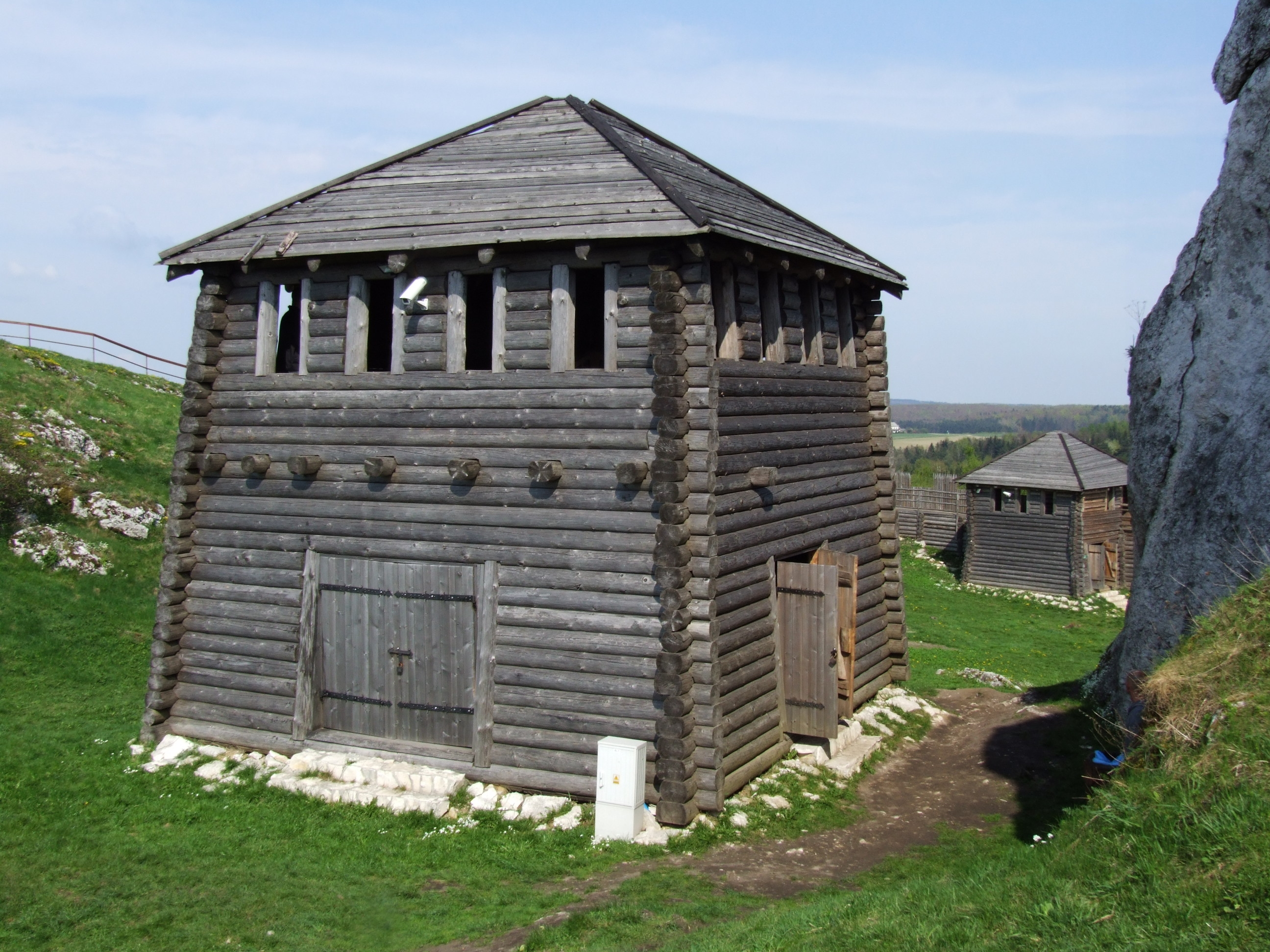
Reconstituire a unei fortificații de lemn slave/slavice în Birów, Polonia
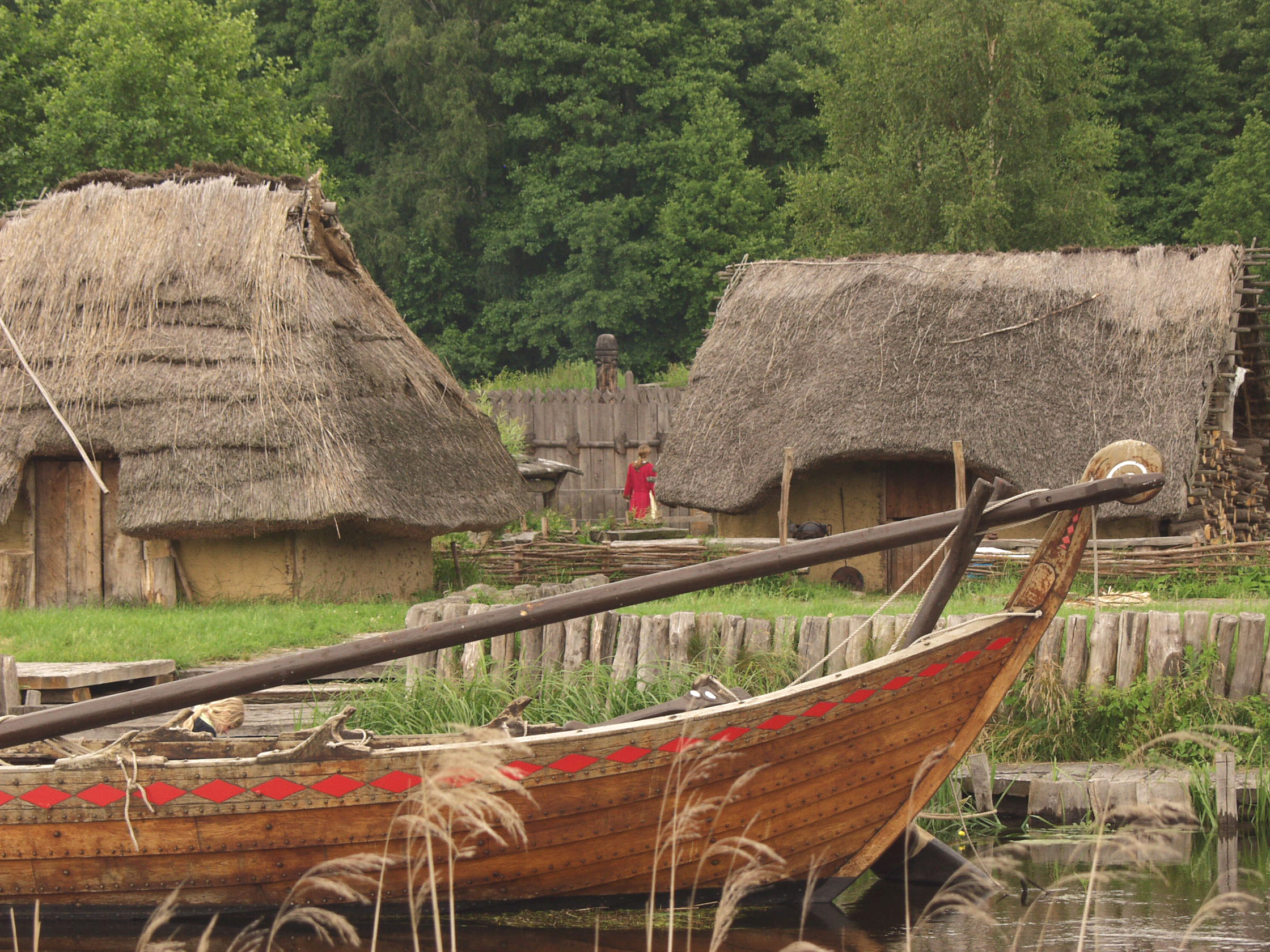
Reconstituire a unei așezări de origine slavă în Torgelow, Germania
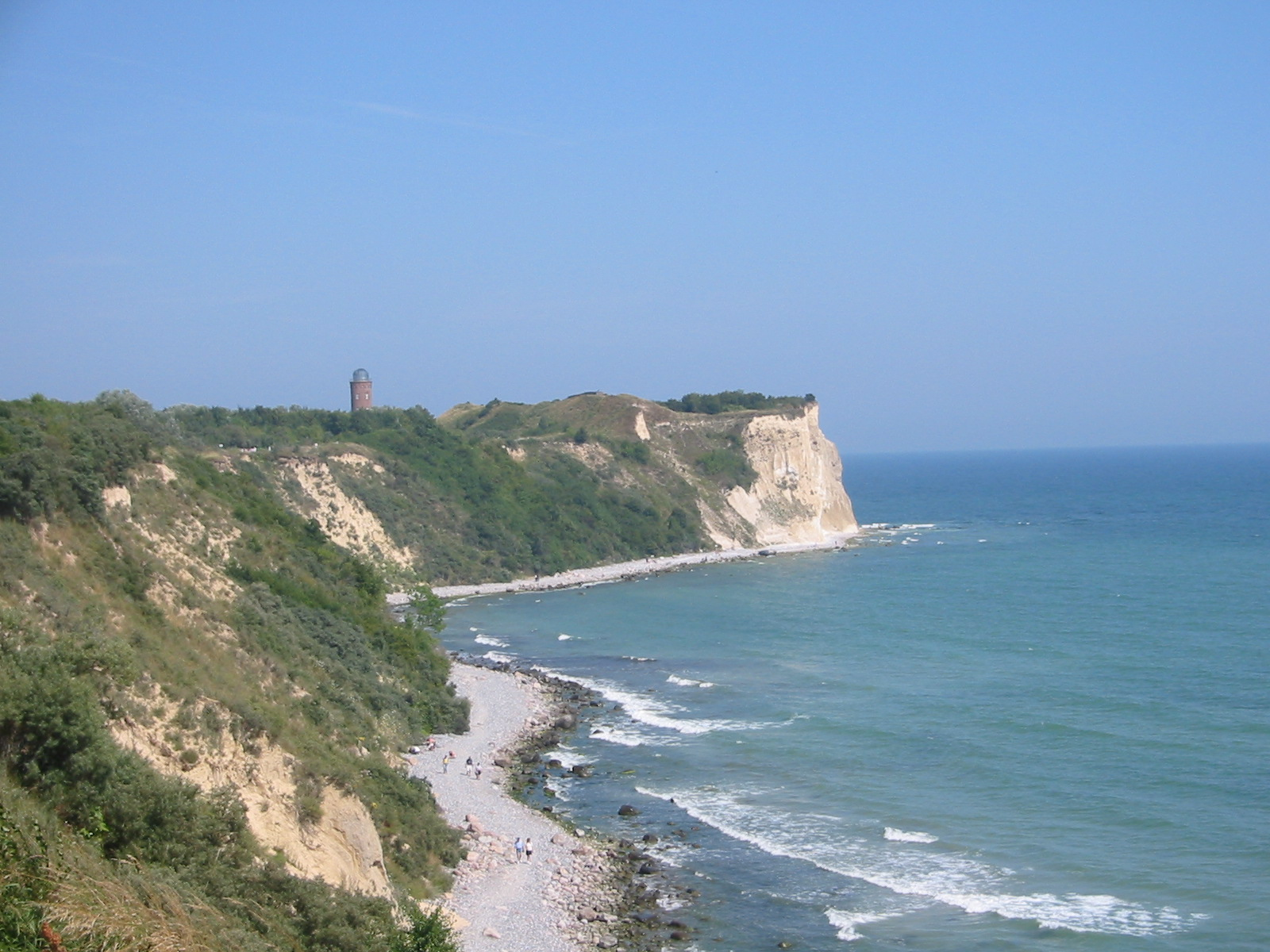
Capul Arkona de pe insula Rügen, loc sacru pentru slavi înainte de a fi creștinați
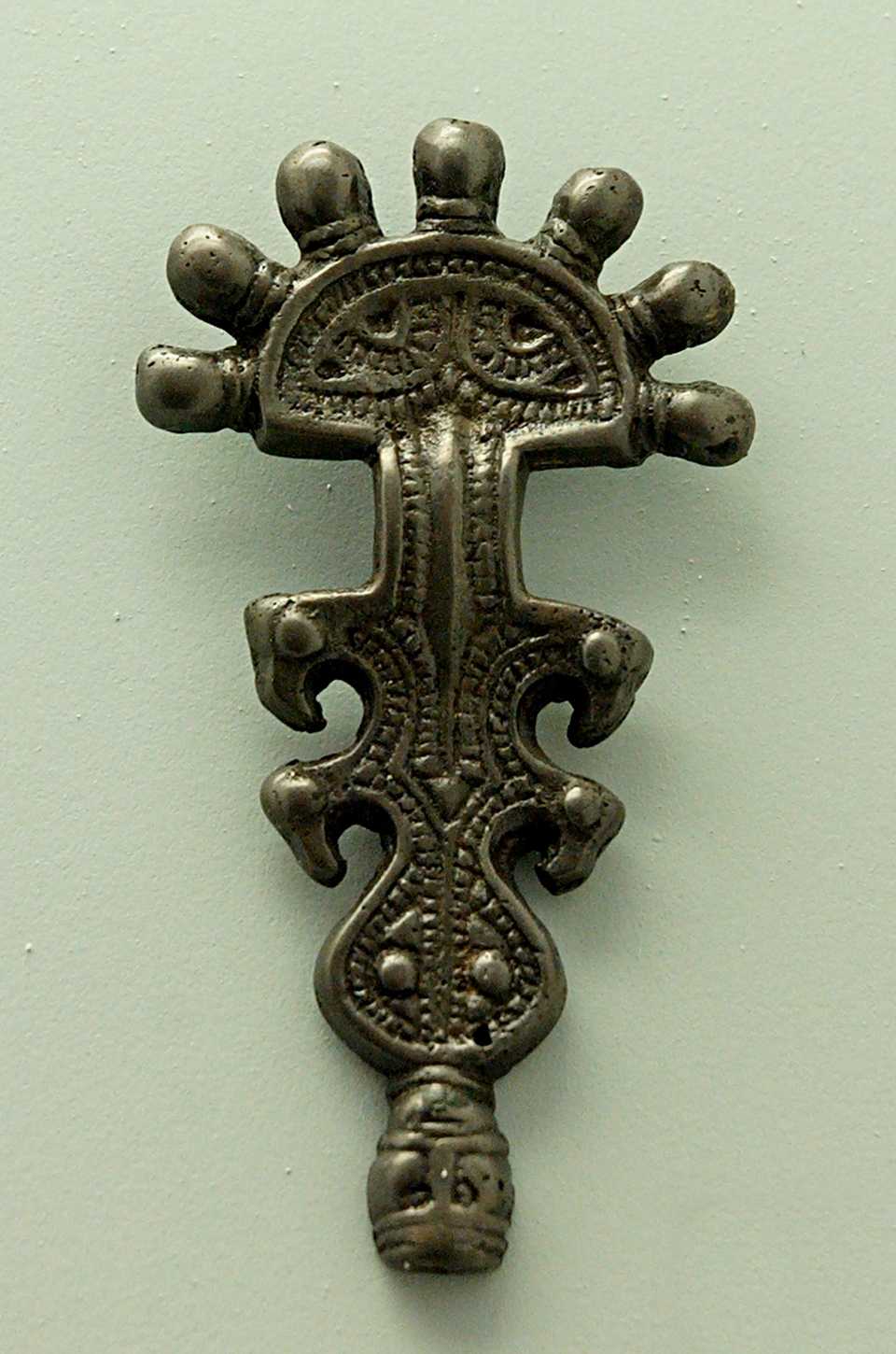
Fibulă slavă
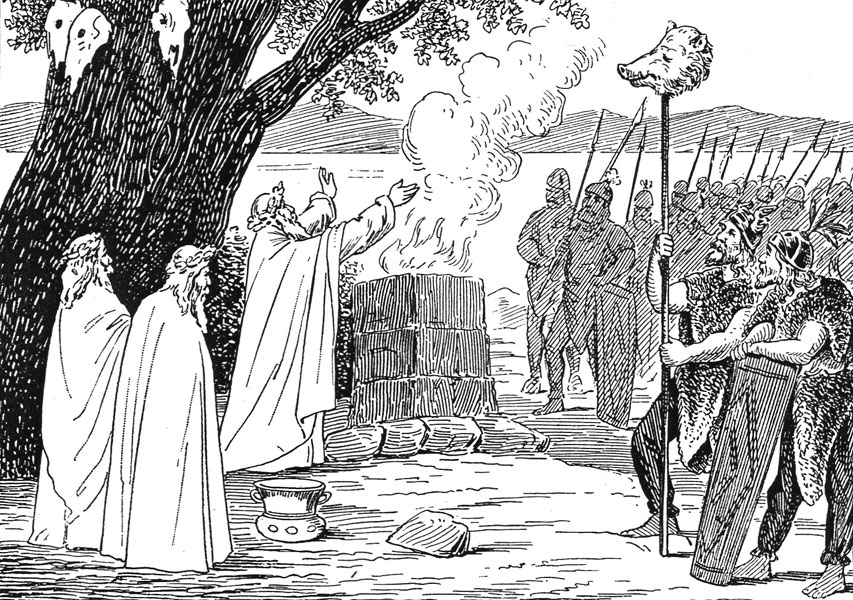
Sacrificiu ritualic slav
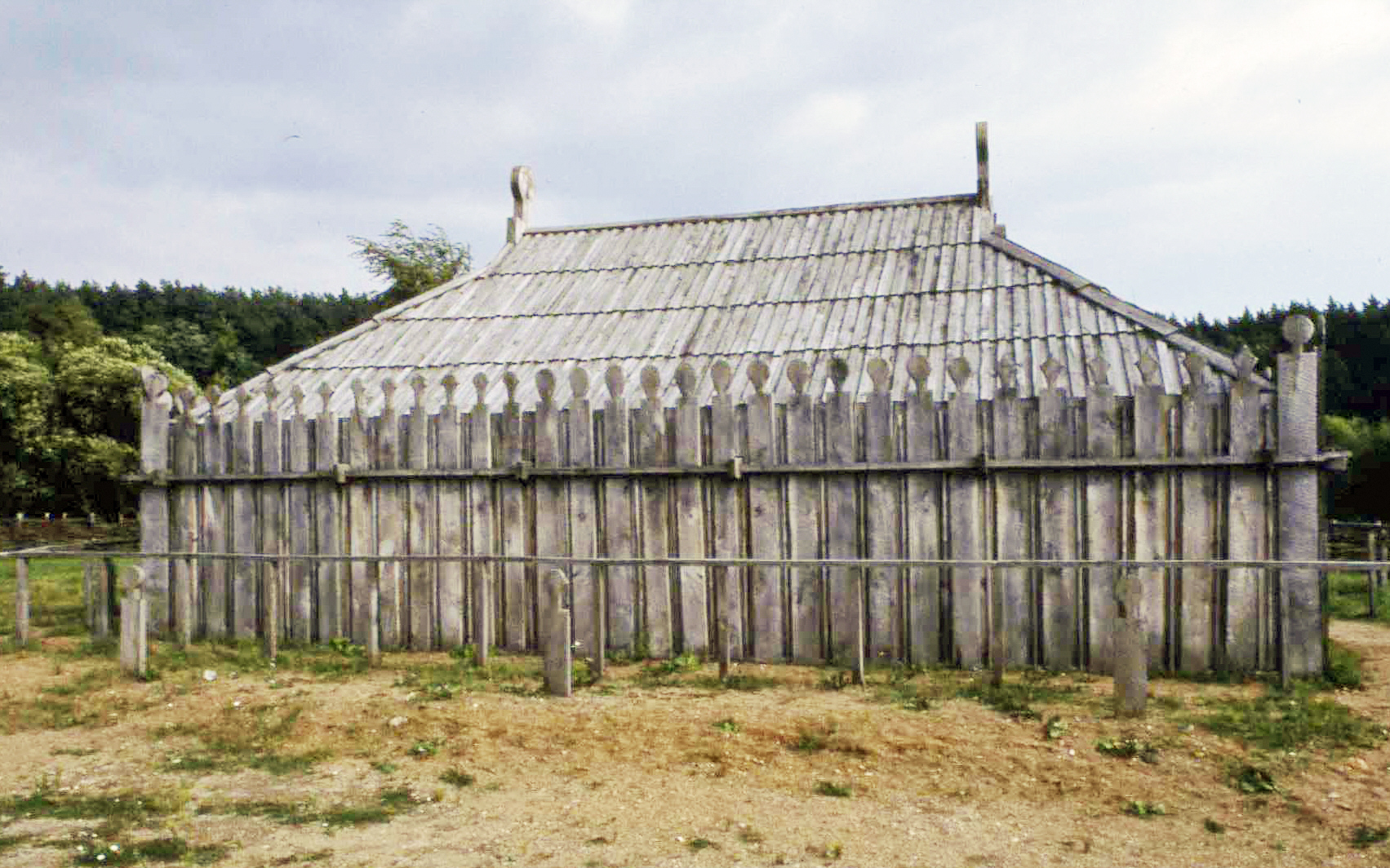
Reconstituire a unui templu de lemn slav
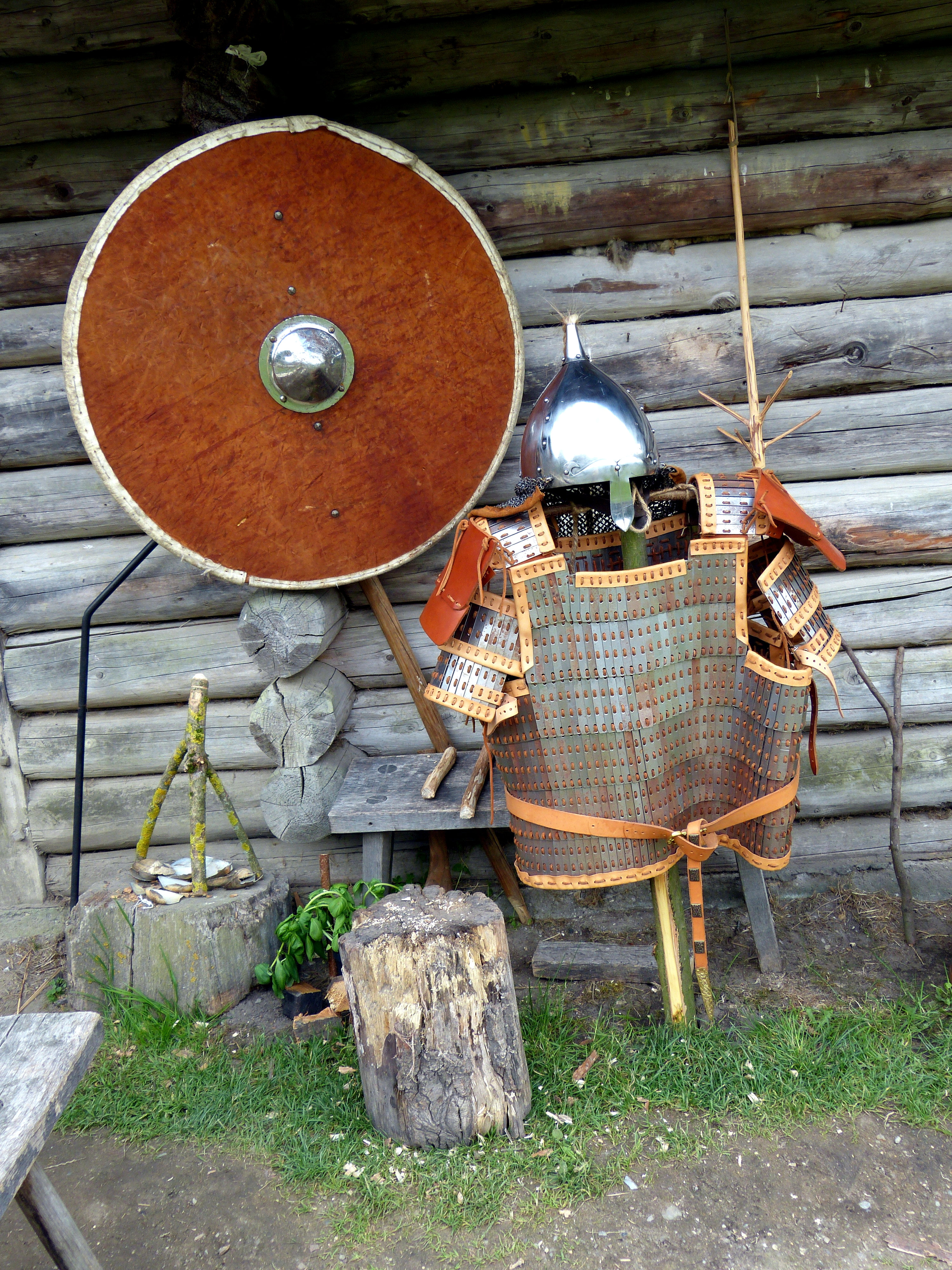
Armură a vechilor slavi
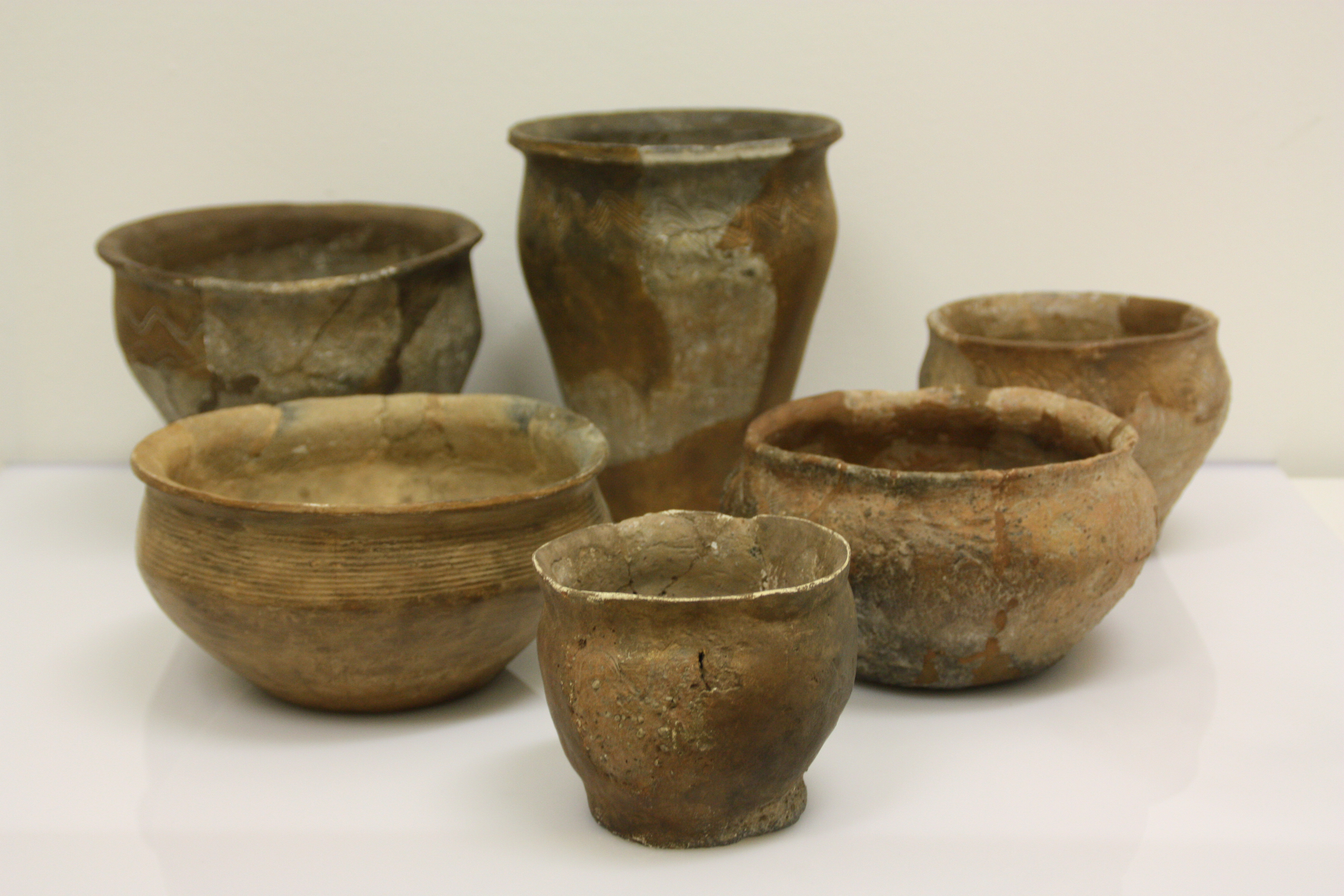
Ceramică slavă
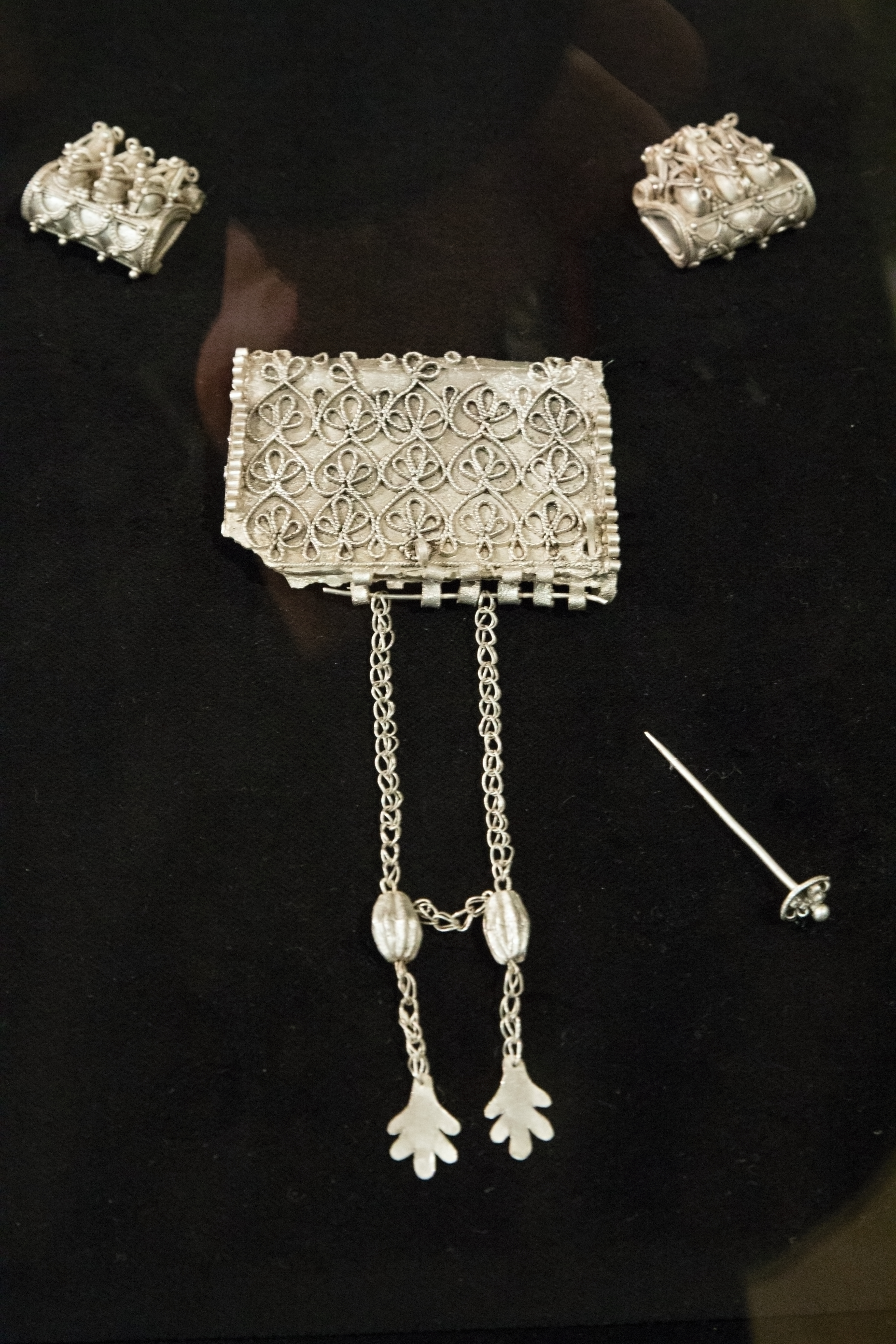
Piese de colier
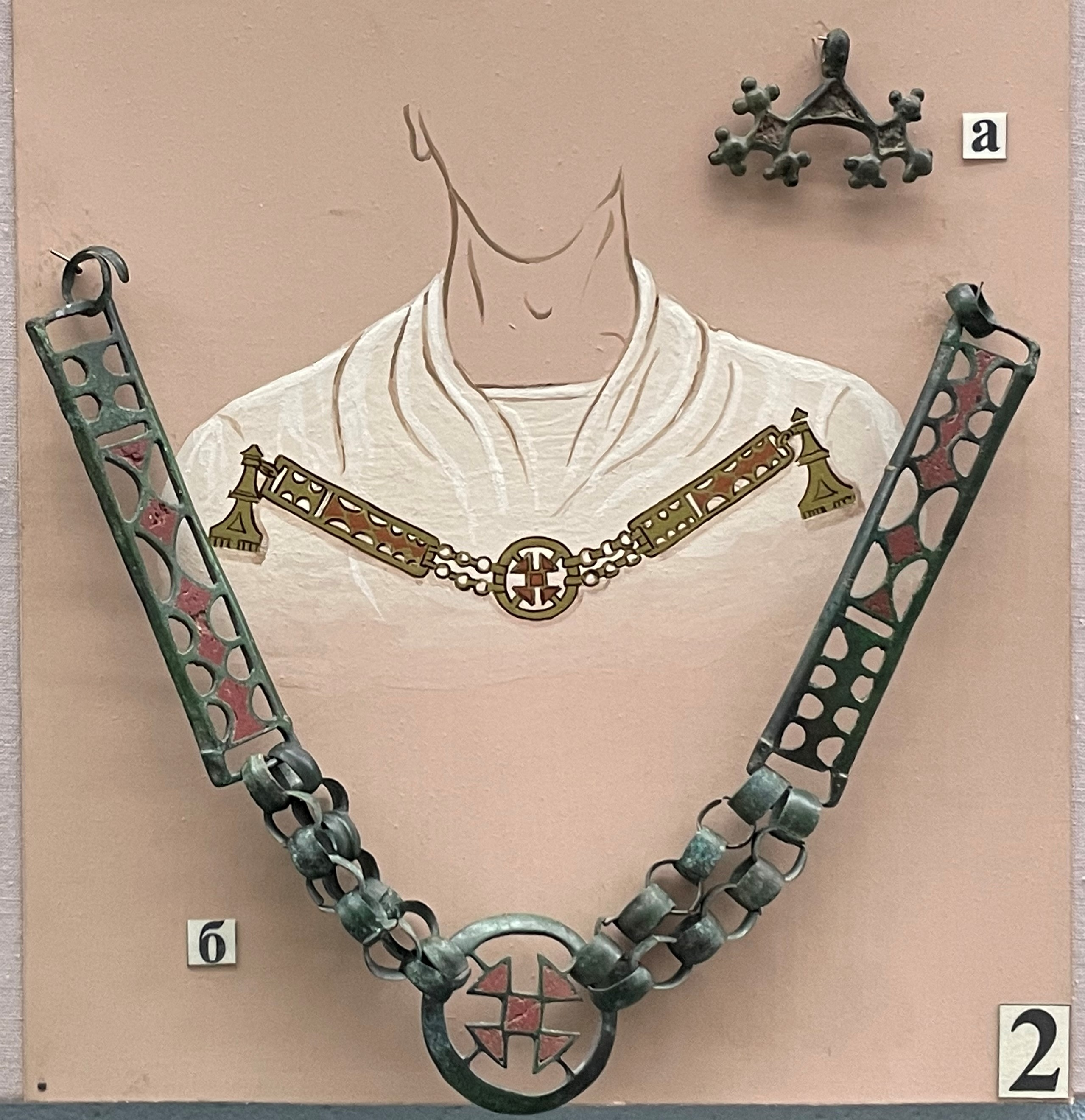
Colier slav
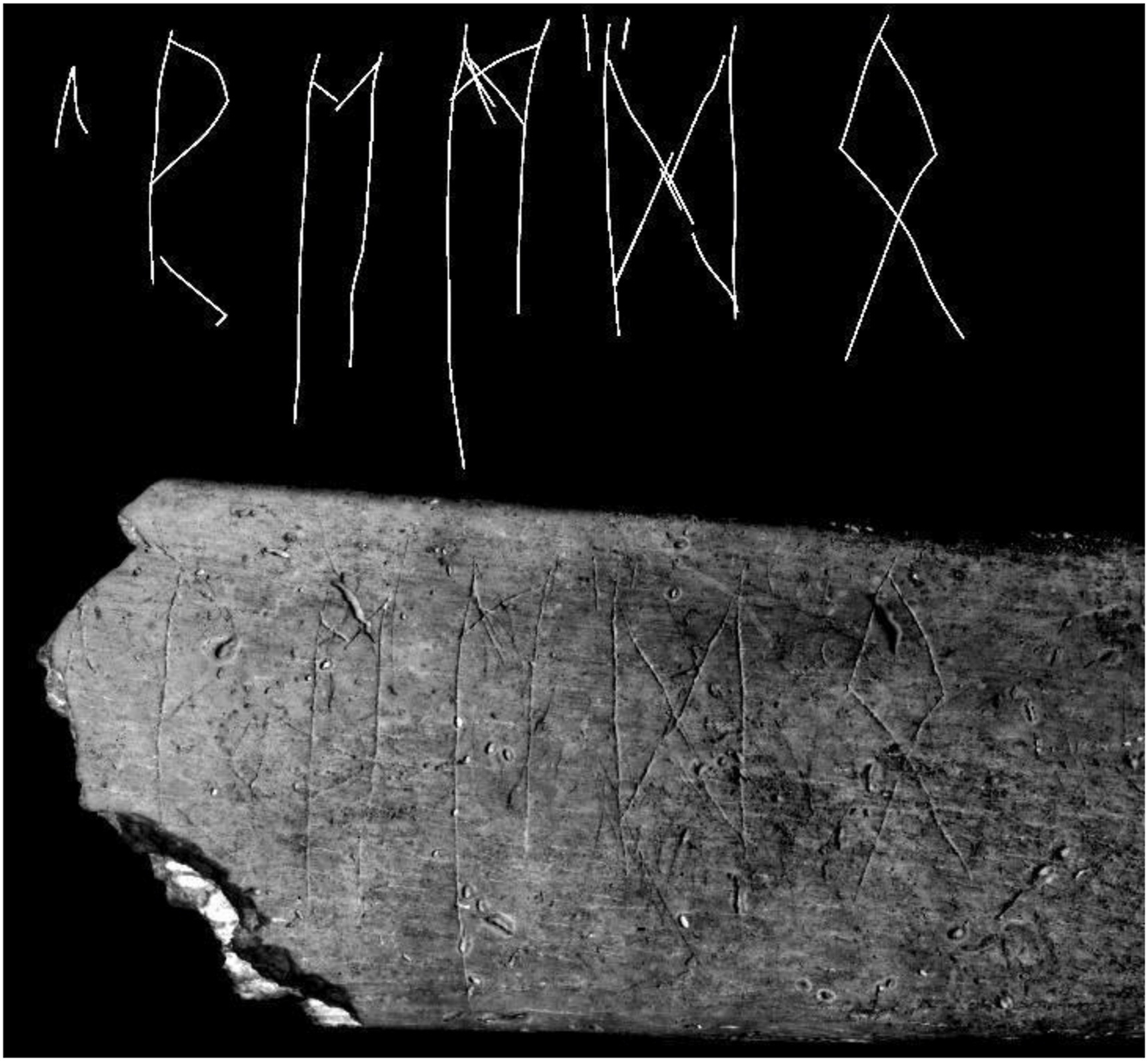
Os cu veche inscripție runică găsită în așezarea slavă timpurie din Lány (lângă Břeclav), Republica Cehă.
Simbolurile Gromoviti znaci (Simboluri ale tunetului) asociate cu zeul Perun. Astfel de simboluri au fost descoperite si pe ceramica slavă a culturii Sântana de Mureș-Cerneahov